# Balistar

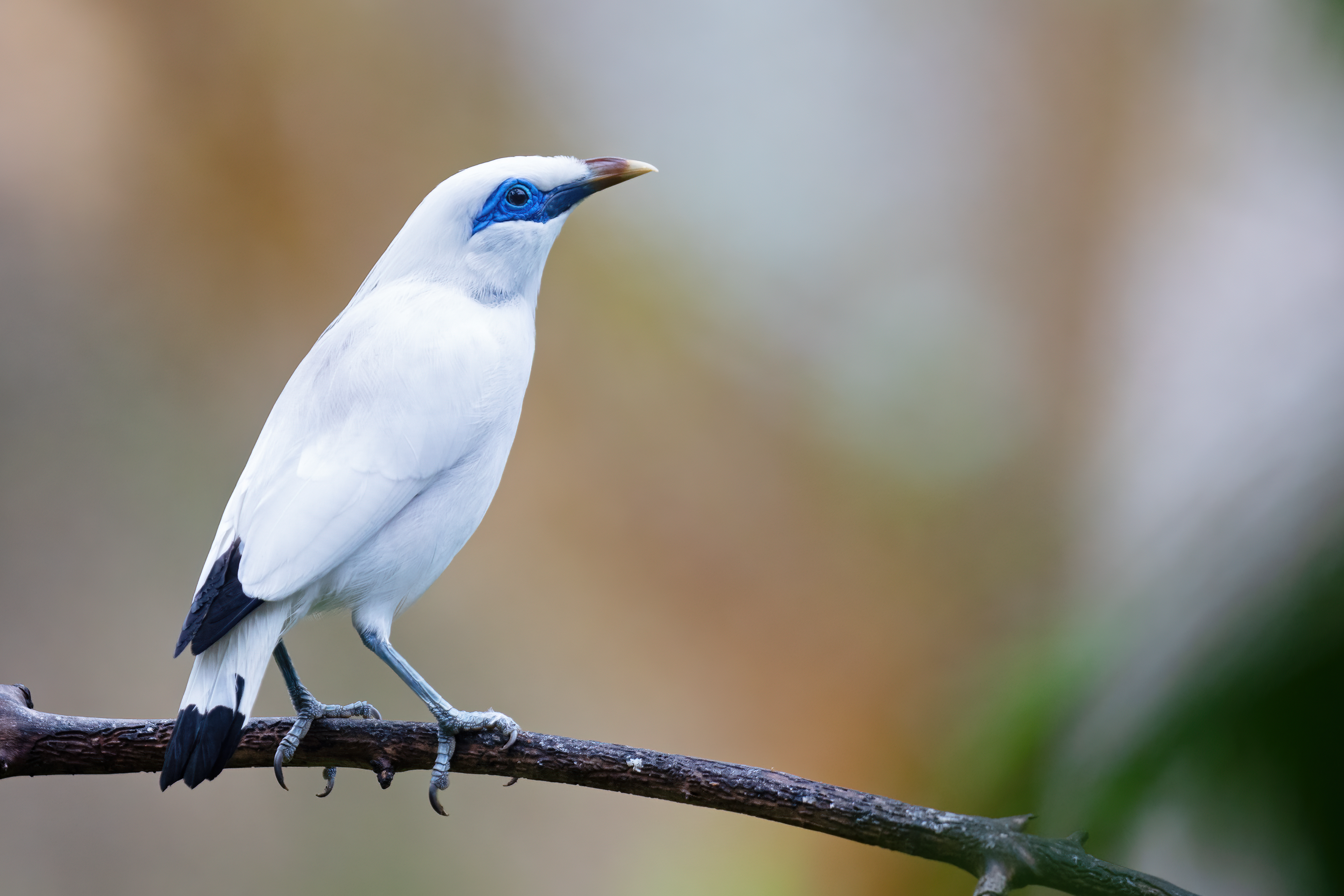
Balistar

Der Balistar oder Bali-Mynah (Leucopsar rothschildi) ist eine hochgefährdete Vogelart aus der Familie der Stare (Sturnidae). Er wurde 1910 entdeckt und erstmals 1912 vom deutschen Ornithologen Erwin Stresemann beschrieben. Das Artepitheton ehrt den britischen Adligen und Zoologen Walter Rothschild, 2. Baron Rothschild.

## Merkmale
Der Balistar erreicht eine Größe von circa 25 Zentimetern. Das Gefieder ist schneeweiß mit schwarzen Flügel- und Schwanzspitzen. Die unbefiederte Gesichtshaut ist blau. Die Augen sind dunkelbraun. Der Schnabel ist bläulichgrau mit gelber Spitze. Die Beine sind gräulichblau. Auf dem Kopf befindet sich eine weiße Federhaube. Ihre Nahrung besteht aus Ameisen, Termiten und Raupen sowie aus Früchten und Samen.

## Brutverhalten
Über das Brutverhalten in freier Wildbahn ist nur wenig bekannt, jedoch weiß man aus Beobachtung in Gefangenschaft, dass die Männchen sehr aggressiv auf Artgenossen reagieren. In amerikanischen Zoos brüten die Paare zwischen Mai und Juni und legen gewöhnlich drei bis vier Eier. Die Nester werden in Spechthöhlen, Felsspalten oder Nistkästen angelegt und mit Stroh, Zweigen, Gras und Federn ausgepolstert. In freier Wildbahn ist die Brutzeit im Oktober/November.

## Gefährdung und Schutzmaßnahmen
Der Balistar lebte bereits zum Zeitpunkt seiner Entdeckung im Jahre 1911 nur in einem etwa fünfzig Kilometer langen Küstenstreifen im Nordwesten von Bali. Möglich ist, dass die Wildpopulation niemals mehr als 900 Individuen betrug. In den 1970er-Jahren existierten nicht mehr als 200 wildlebende Individuen, die alle im Gebiet des heutigen Nationalpark Bali Barat vorkamen. Zu dem Zeitpunkt wurde es nach indonesischem Gesetz strafbar, Balistare zu fangen oder zu verkaufen.
Der Balistar ist vor allem durch die Entwaldung auf Bali und durch den mittlerweile illegalen Tierhandel akut vom Aussterben bedroht. Er gilt gerade bei wohlhabenden Asiaten als hochbegehrter Käfigvogel. Im Jahre 1999 betrug der Schwarzmarktpreis ca. 2000 US-Dollar pro Vogel. Obwohl der Handel nach dem CITES-Abkommen untersagt ist, gelang es aufgrund von Korruption und schlechter Verwaltung bewaffneten Gruppen immer wieder, sich sogar in menschlicher Obhut geborene Tiere anzueignen und auf dem Schwarzmarkt weiterzuverkaufen. Bestandserhebungen sind wegen der Fluktuation nicht einfach. Beispielsweise zählte Birdlife 6 Vögel im Jahre 2001. Bei einer Expedition im einzigen geschützten Gebiet, dem Nationalpark Bali Barat auf Bali, wo diese Art vorkommt, zählte man im März 2004 24 Exemplare. Im Jahr 2006 wurden 37 Balistare in einem Vogelschutzgebiet auf Nusa Penida, einer Insel vor der Südostküste Balis, ausgewildert. Da diese Insel ein trockeneres Klima als Bali aufweist, war nicht sicher, ob dieses Auswilderungsprogramm erfolgreich sein würde. Die Balistare passten sich jedoch den lokalen Gegebenheiten gut an und begannen sogar in den Wipfeln von Palmen und Feigenbäumen zu nisten, während sie auf Bali Höhlenbrüter sind, die von anderen Vögeln angelegte Höhlen nutzen. Auf Nusa Penida leben mittlerweile hundert Balistare.
Die Bestandsangaben der Käfighaltungen in Indonesien sind aufgrund der vielen illegalen Haltungen nicht genau zu bestimmen. 1988 wurde ein Erhaltungszuchtprogramm durch den Zoo Wuppertal gegründet und 1993 erfolgte dann die Gründung des offiziellen Erhaltungszuchtprogrammes der EAZA (EEP).
Der Bestand in den Zoologischen Gärten und zum Teil in Privathand wird durch den EAZA-Zuchtbuchführer koordiniert. An der Erhaltungszucht und Wiederauswilderung sind unter anderem der Kölner Zoo und der Zoo Halle beteiligt. Finanziell werden diese Maßnahmen u. a. von der Vereinigung für Artenschutz, Vogelhaltung und Vogelzucht (AZ) e. V. gefördert.

## Literatur

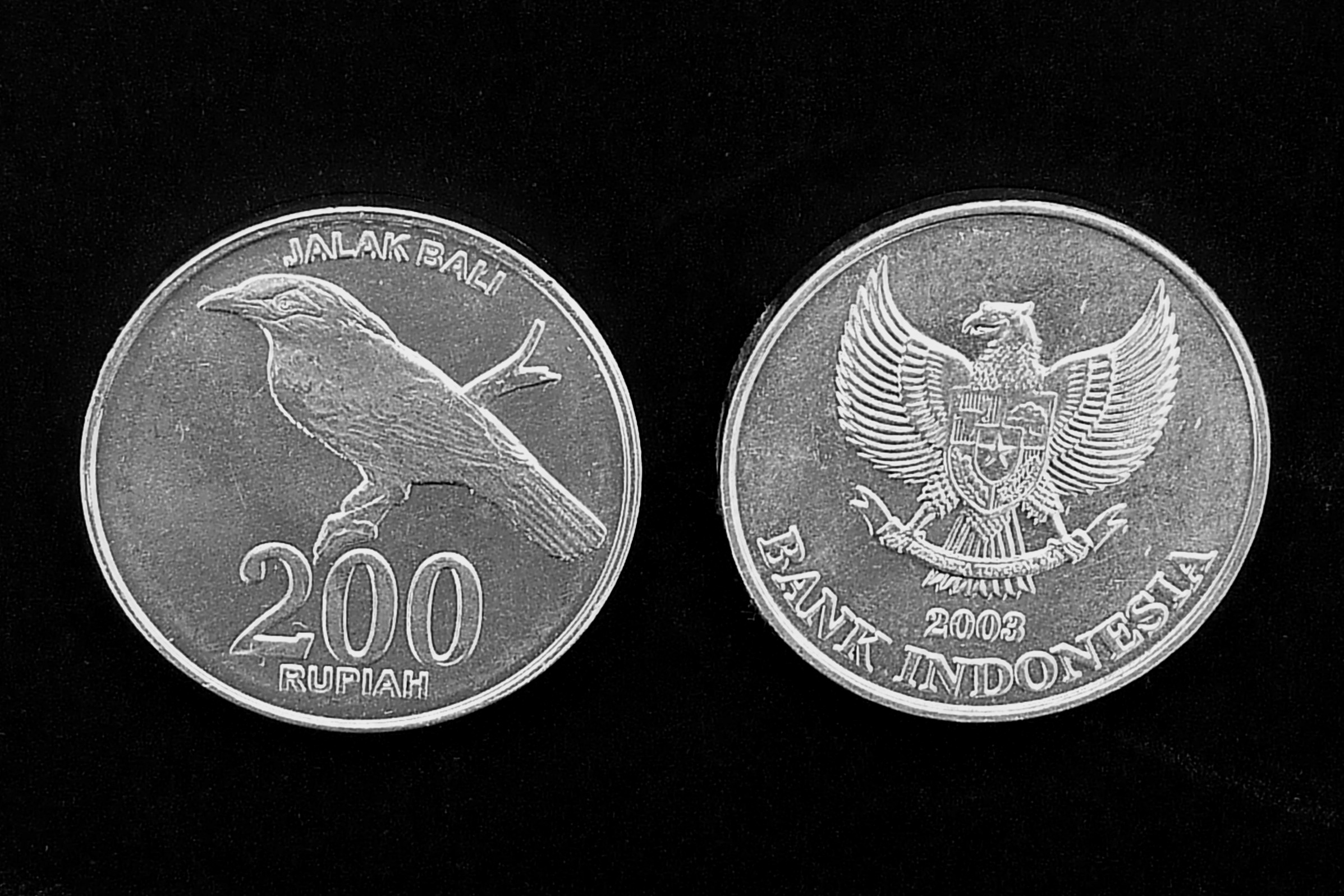
Indonesische Münze mit dem Balistar